# Jehuda Cresques

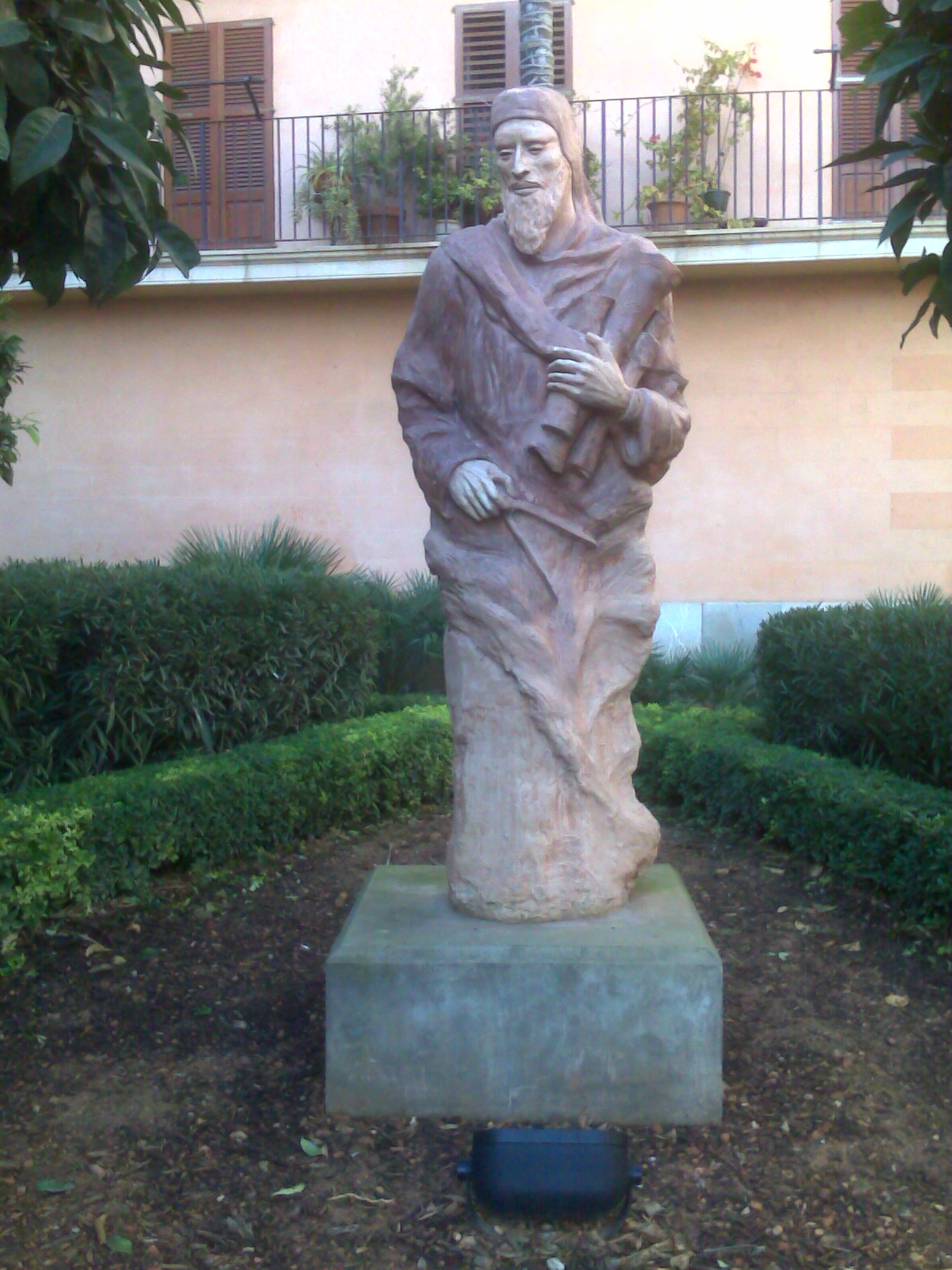
Statue von Jehuda Cresques am Plaça del Temple in Palma

Jehuda Cresques (* um 1350 auf Mallorca; † um 1427 in Sagres), auch Jafuda oder Judah Cresques bzw. Jaume Riba, Jacomé Ribas (lat.: Jacobus Ribus), war ein jüdischer Kartograf der Katalanischen Schule. Er gilt als Lehrer und Mittler zwischen den katalanischen Kartografen und der entstehenden portugiesischen Schule der Kartografie in Sagres unter Heinrich dem Seefahrer.

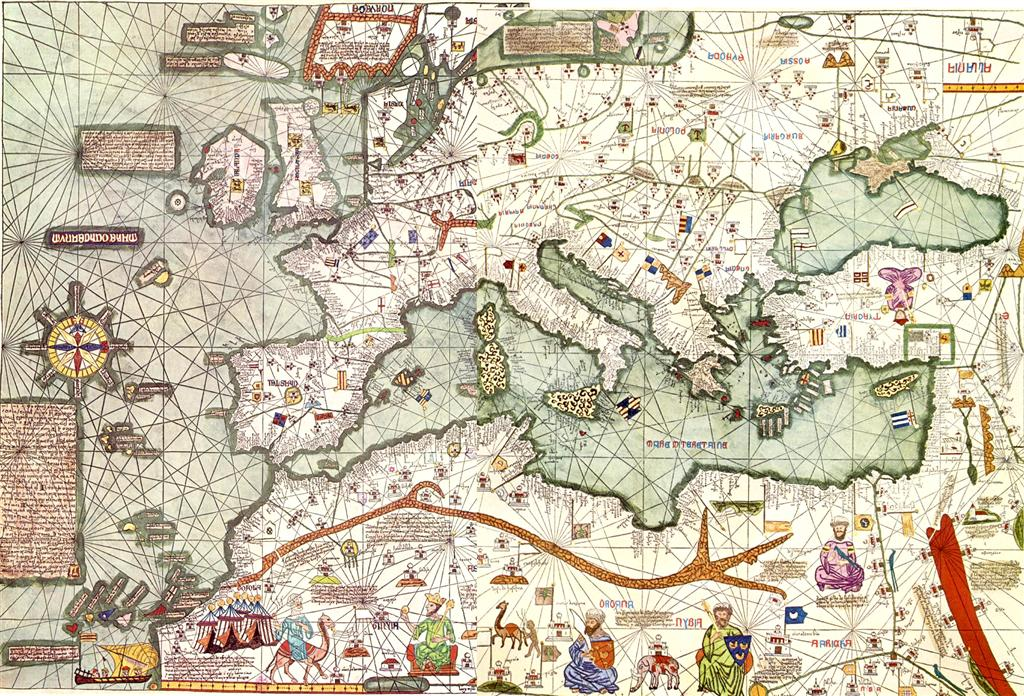
Teil des Katalanischen Weltatlas

Jehuda Cresques wurde als Sohn eines anderen bekannten Kartografen der katalanischen Schule, Abraham Cresques (um 1325–1387), geboren. Unter der Leitung des Vaters war Jehuda Cresques an der Erarbeitung des berühmten, 1375 fertiggestellten Katalanischen Atlas beteiligt (heute in der französischen Nationalbibliothek). Die Besonderheit des „Katalanischen Atlas“ bestand darin, dass neben den Ergebnissen der katalanischen Portolankarten (ausführliche Seekarten zumeist der Seengebiete des Mittelmeeres) erstmals die Erkenntnisse der Reisen Marco Polos verarbeitet waren.
In den Folgejahren war Jehuda Cresques als gut bezahlter Kartograf tätig und fertigte verschiedene Karten u. a. für die Könige von Aragon und Frankreich an. Er wurde als „lo Juen buscoler“ (der Kartenjude) oder „el Judio de la brújulas“ (der Kompassjude) über Mallorca hinaus bekannt.
1391 rief im Königreich Aragon ein Dominikaner, Vicente Ferrer, in öffentlichen Predigten dazu auf, alle Juden zu taufen. Allein auf den Balearen kamen bei gewaltsamen Auseinandersetzungen ca. 300 Juden ums Leben. Jehuda Cresques konvertierte und nahm den christlichen Namen Jaume Riba bzw. Jacomé Ribas an.
1419 gründete Heinrich der Seefahrer in Sagres sein königliches Observatorium und rief Anfang der 20er Jahre Jehuda Cresques nach Sagres, der diesem Ruf folgte. Die Mehrheit der Forscher ist sich darüber einig, dass er unter dem Namen Mestre Jaime (Jacomé) de Maiorca der Vater der Kartografenschule von Sagres wurde. Auf Grund der Behandlung des maritimen Wissens der Portugiesen als Staatsgeheimnis sind keine von Jehuda Cresques in Sagres gezeichneten Karten überliefert.